# Стюардесса (фильм)
«Стюардесса» — советский чёрно-белый короткометражный художественный фильм, снятый режиссёрами Владимиром Краснопольским и Валерием Усковым по рассказу Юрия Нагибина на Творческом объединении «Телефильм» в 1967 году.
Премьера фильма состоялась 28 октября 1967 года на Центральном телевидении.
Картина удостоена Специального приза жюри VI Международного фестиваля телевизионных фильмов в Праге (1969).

## Сюжет
Писатель, во время служебной командировки на Крайний Север, необходимой для написания киносценария, знакомится со стюардессой — бывшей работницей библиотечного института, перешедшей в авиацию, чтобы изредка видеться с любимым человеком, который работает в дальней геологической экспедиции. Капризы пассажиров и непроходящая боязнь полётов изматывают девушку, но она готова терпеть все неудобства ради минутного свидания.

## В ролях
- Алла Демидова — Ольга Ивановна
- Георгий Жжёнов — сценарист
- Владимир Этуш — кавказец
- Аркадий Толбузин — навязчивый пассажир
- Иван Рыжов — пассажир с детскими игрушками
- Валентина Владимирова — скандальная пассажирка
- Николай Кутузов — тихий пассажир
- Станислав Бородокин — геолог
- Игорь Суровцев — пассажир с люстрой
- Евгений Евстигнеев — пьяный пассажир
- Виктор Задубровский — пассажир
- Виктор Филиппов — пассажир
- Михаил Суворов — пассажир
- Василий Ивандаев — пассажир-ненец
- Станислав Михин — пилот
- Александр Январёв — пилот